# آل ناصر كرده (لودر)

تعديل مصدري - تعديل

آل ناصر كردة هي إحدى قرى عزلة زارة بمديرية لودر التابعة لمحافظة أبين، بلغ تعداد سكانها 25 نسمة حسب تعداد اليمن لعام 2004.